# Szymon
Szymonⓘ (hebr. שמעון Szim’on, lub שִׁמְעוֹן Szime’on, „Jahwe wysłuchał”) – imię męskie pochodzenia hebrajskiego, biblijnego. Początkowo stosowana w polskich przekładach Biblii forma tego imienia Symeon to rzadziej dziś używana forma, bardziej rozpowszechniona na Wschodzie. Niektórzy autorzy uznają imię za greckie, widząc w nim bądź tylko zhellenizowaną formę semickiego Szimeon, bądź rzeczywiste imię pochodzenia greckiego. W hagiografii istnieje podział na świętych o imieniu Szymon i Symeon będącego oboczną formą pierwszego imienia.
Wśród imion nadawanych nowo narodzonym dzieciom, Szymon w 2017 r. zajmował 4. miejsce w grupie imion męskich. W całej populacji Polaków Szymon zajmował w 2017 r. 33. miejsce (198 889 nadań).
Żeńskimi odpowiednikami są Szymona i Ksymena.
Najpopularniejsze zdrobnienia imienia Szymon to: Szymek, Szymonek i Szymuś.
Szymon imieniny obchodzi 5 stycznia, 2 lutego, 6 lutego, 16 lutego, 18 lutego, 8 marca, 24 marca, 20 kwietnia, 16 maja, 1 lipca, 18 lipca, 3 września, 14 września, 28 września i 28 października.

## W innych językach
- Język albański – Simon, Simeon
- Język angielski – Simon
- Język arabski – سمعان (Samān)
- Język aragoński – Simón
- Język azerski – Şımon
- Język baskijski – Ximun
- Język bułgarski – Симеон (Simeon)
- Język białoruski – Сымон, Сямён (Symon, Siamion)
- Język chiński – 西蒙
- Język chorwacki – Šimun
- Język czeski – Šimon
- Język duński – Simon
- Język esperanto – Simono
- Język estoński – Siimon
- Język fiński – Simo, Simon
- Język francuski – Simon
- Język (dialekt) gaskoński – Semen
- Język grecki – Συμεών (Symeon), Συμεώνος (Symeonos)
- Język hebrajski – שִׁמְעוֹן (Szimon)
- Język hiszpański – Simón, Jimeno
- Język irlandzki – Síomón
- Język islandzki – Símon
- Język japoński – シモン (Simon), シメオン (Simeon)
- Język kataloński – Simó
- Język keczua – Simun
- Język koreański – 시몬 (Simon)
- Kosowo – Sshimeoni
- Język litewski – Simonas, Šymonas
- Język łaciński – Simeonus, Simonis, Symeon
- Język łemkowski – Семан (Seman)
- Język łotewski – Sīmanis, Sīmans, Simons
- Język niderlandzki – Simon
- Język niemiecki – Simon
- Język norweski – Simen
- Język polski – Szymon
- Język portugalski – Simão
- Język rosyjski – Симон (Simon), Семён (Siemion)
- Język rumuński – Simion, Simon
- Język serbski – Симо (Simo)
- Język słowacki – Šimon
- Język słoweński – Simon
- Język suahili – Simoni
- Język szwedzki – Simon
- Język gaelicki szkocki – Sim
- Język ukraiński – Семен (Semen), Симон (Symon)
- Język walijski – Simwnt, Seimon
- Język węgierski – Semjén, Simon
- Język wietnamski – Simôn
- Język włoski – Simone

## Znane osoby o tym imieniu

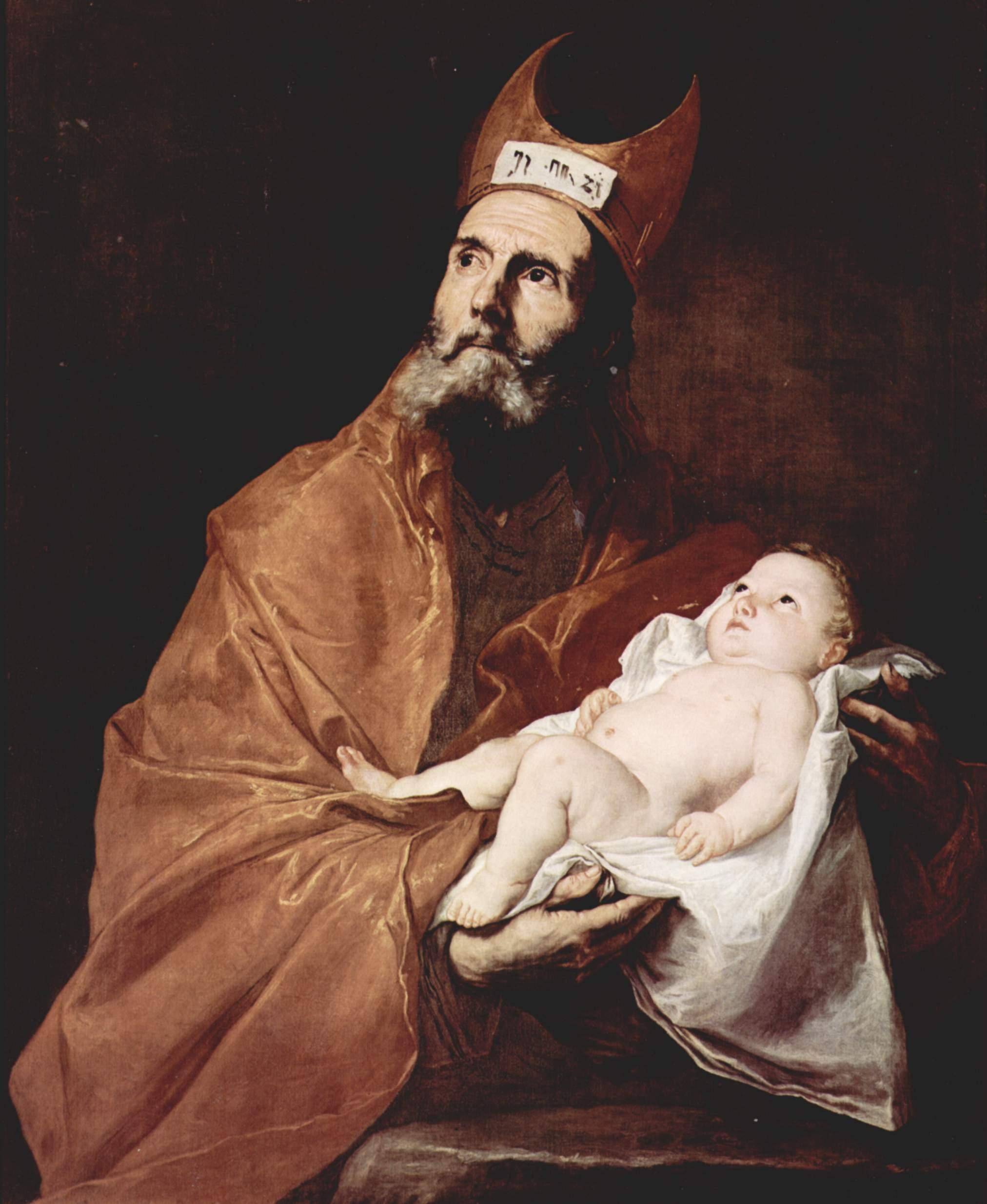
Symeon Starzec

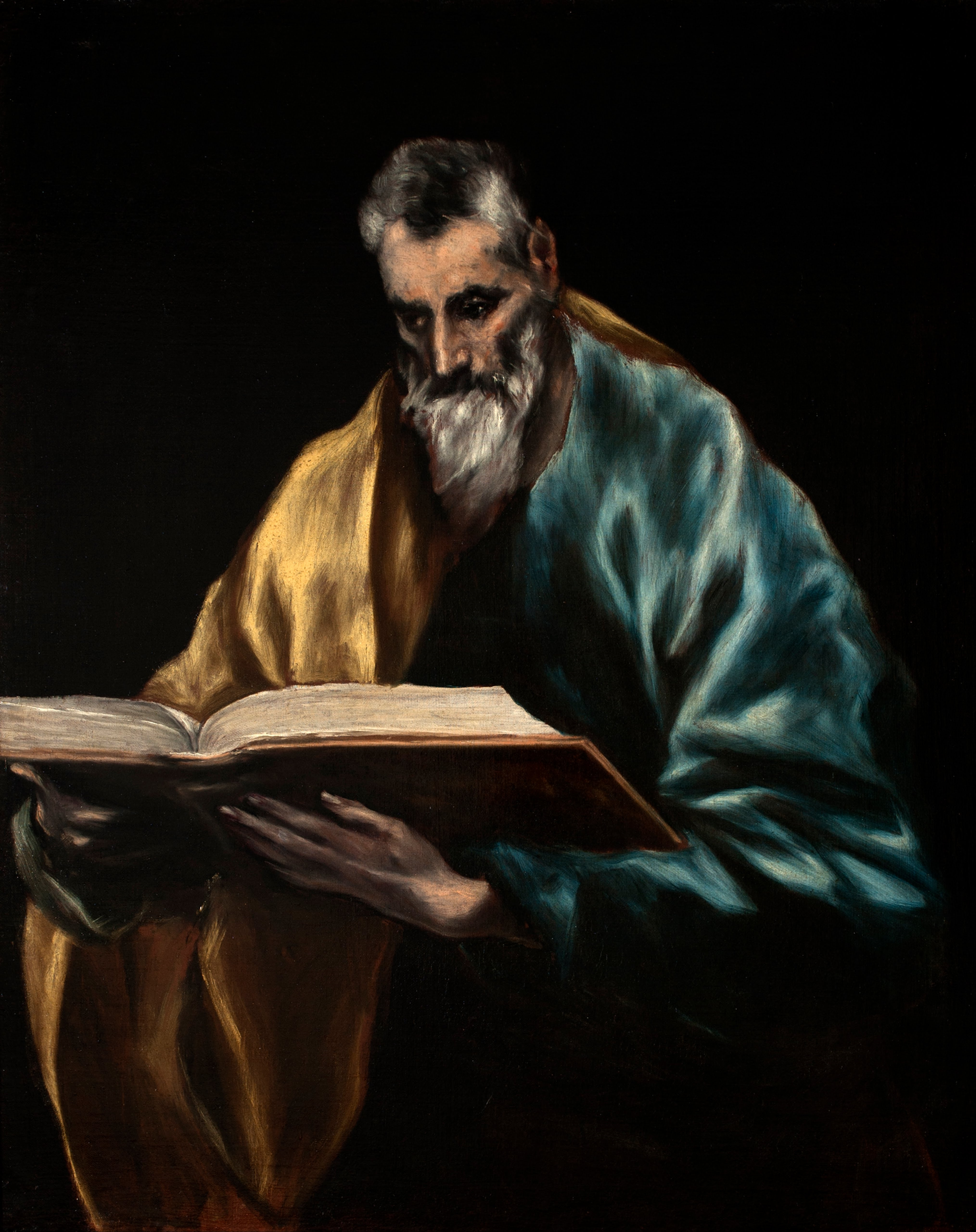
Szymon Apostoł

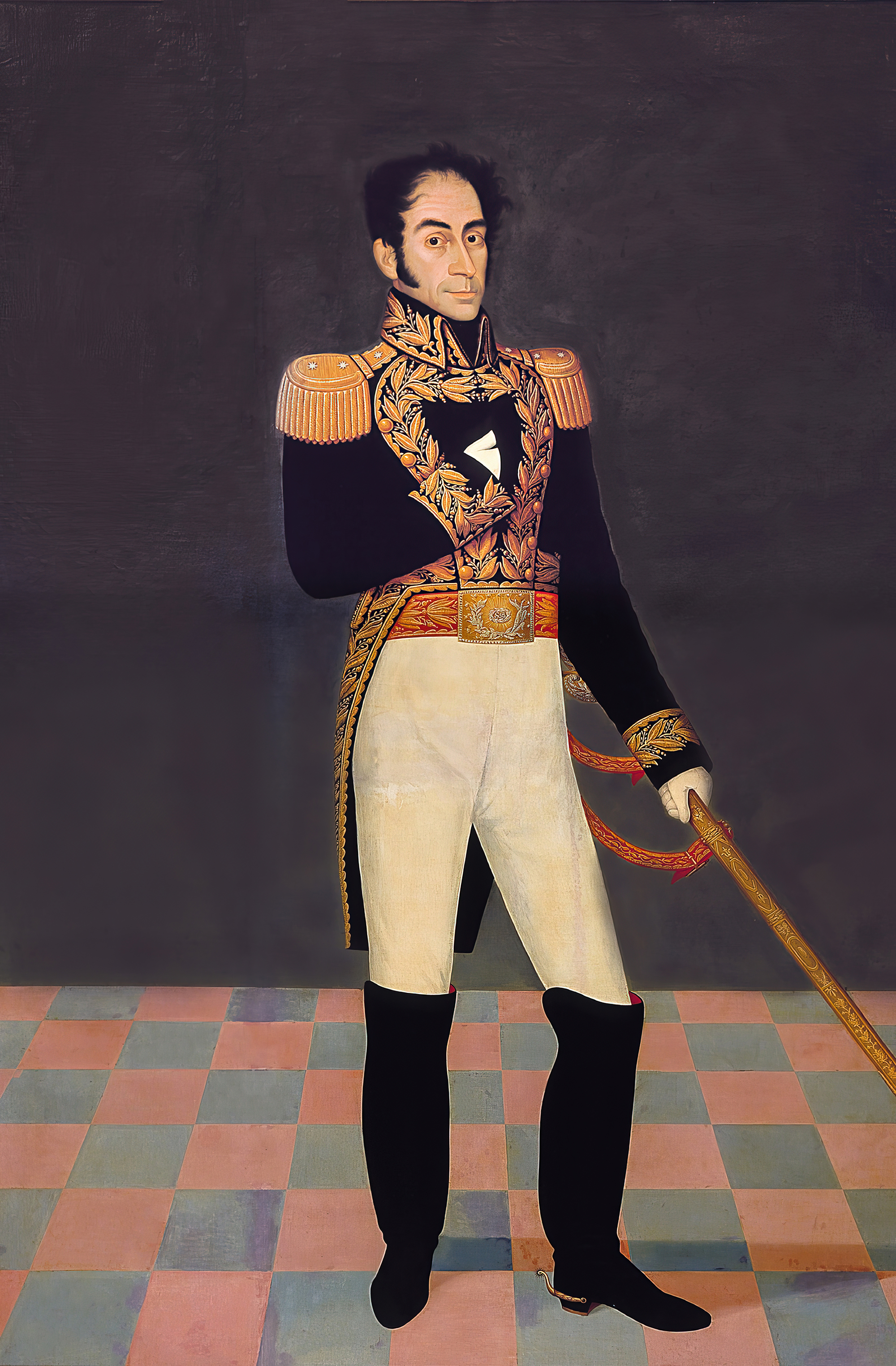
Simón Bolívar

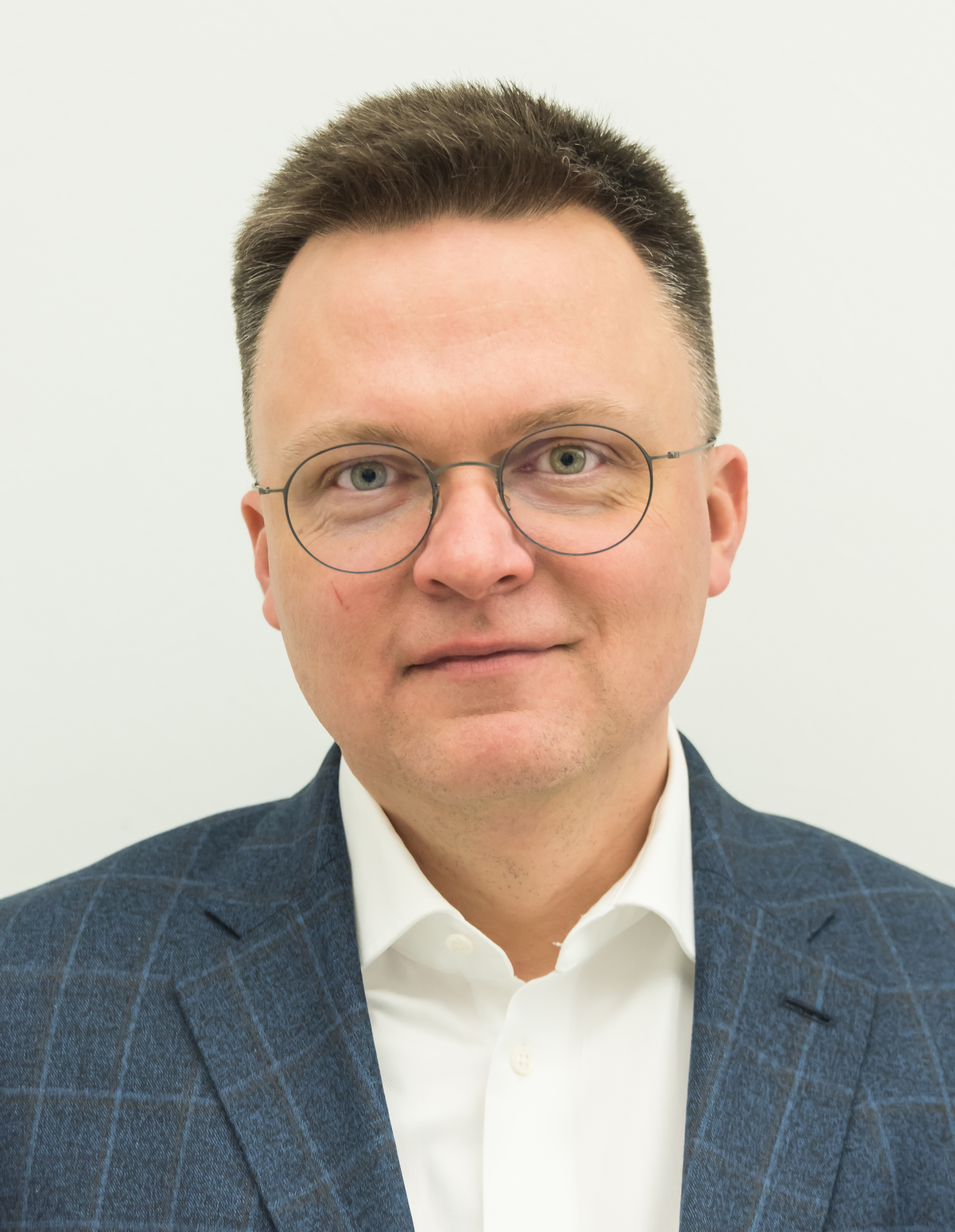
Szymon Hołownia

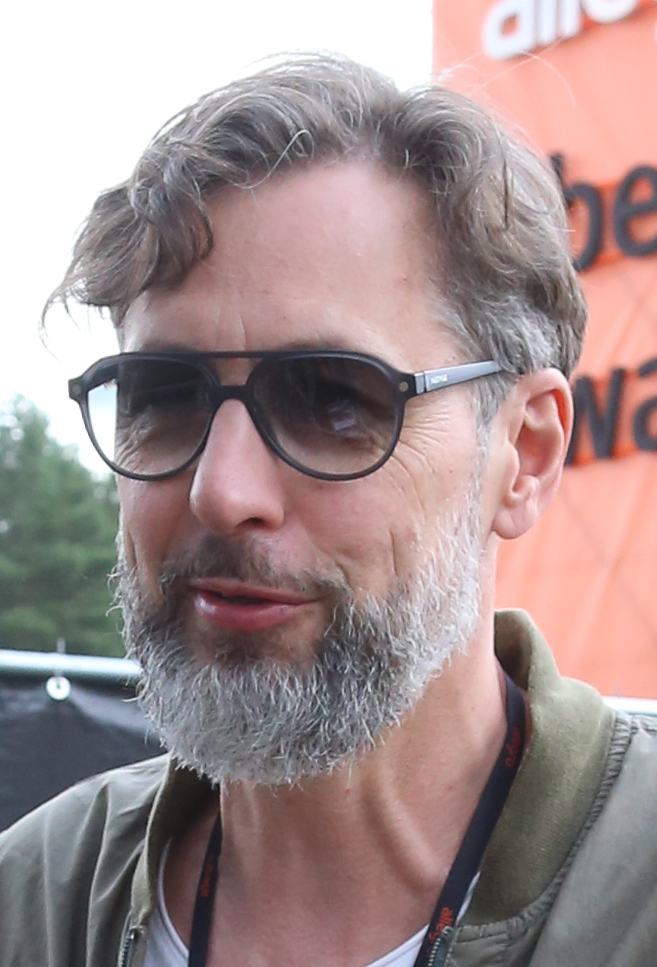
Szymon Majewski

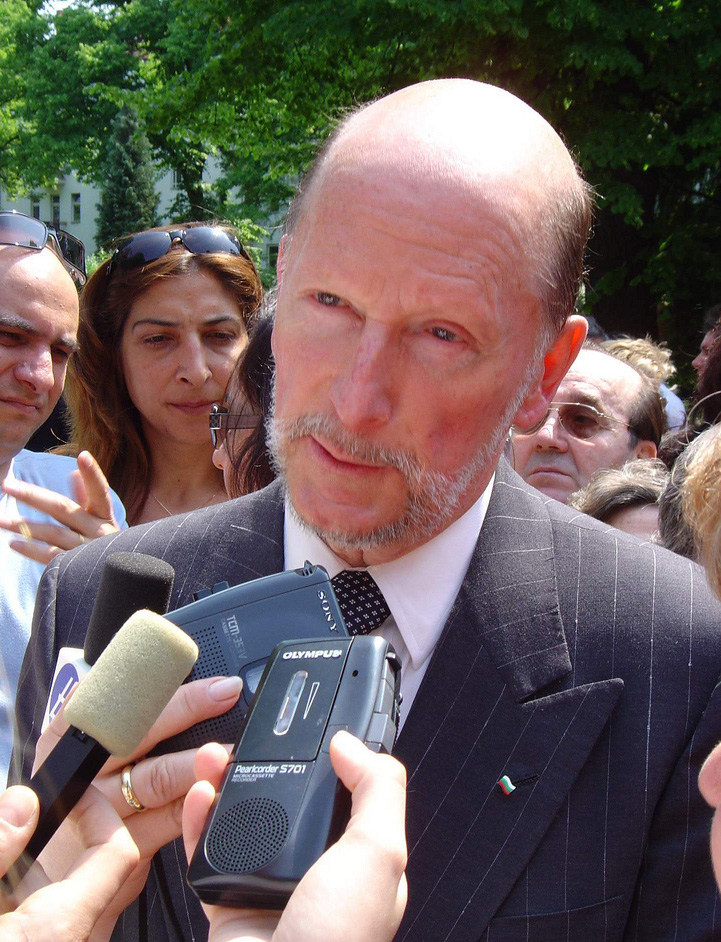
Symeon II

### Błogosławieni i święci
- Symeon (postać biblijna), syn Jakuba
- Starzec Symeon (postać biblijna), Święty
- Szymon Cyrenejczyk, człowiek przymuszony do pomocy Jezusowi w niesieniu krzyża
- Święty Szymon Apostoł
- Święty Symeon Nowy Teolog, Symeon Junior.
- Święty Symeon Słupnik Starszy, Symeon Stylita
- Święty Symeon Słupnik Młodszy, Symeon Stylita Młodszy
- Święty Piotr (Szymon Piotr)
- Szymon Stock karmelita, święty Kościoła katolickiego
- Szymon z Lipnicy, święty Kościoła katolickiego

### Inne znane osoby o imieniu Szymon
- Simão Sabrosa (ur. 1979) – portugalski piłkarz
- Simon Ammann (ur. 1981) – skoczek narciarski
- Simón Bolívar (1783–1830) – przywódca walk o wyzwolenie Ameryki Południowej spod władzy Hiszpanów
- Simon Cowell (ur. 1959) – angielski artist-and-repertoire i producent telewizyjny, juror w programach rozrywkowych
- Simon Mignolet (ur. 1988) – bramkarz Liverpoolu
- Simon Pegg (ur. 1970) – brytyjski aktor
- Szimon Ben Szelomo (ur. 1942) – izraelski polityk
- Szimon Beżarano (1910–1971) – izraelski polityk
- Szimon Kanowicz (1900–1961) – izraelski polityk
- Szimon Peres (1923–2016) – izraelski polityk, prezydent Izraela, noblista w dziedzinie pokoju
- Szimon Solomon (ur. 1968) – izraelski polityk
- Szimon Szitrit (ur. 1946) – izraelski polityk
- Szymon An-ski (1863–1920) – pisarz żydowski
- Szymon Askenazy (1866–1935) – polski historyk
- Szymon Bobrowski (ur. 1972) – polski aktor
- Szymon Chodyniecki (ur. 1994) – polski piosenkarz
- Szymon Czechowicz (1689–1775) – polski malarz
- Simone Deromedis (ur. 2000) – włoski narciarz dowolny
- Simon Desthieux (ur. 1991) – francuski biathlonista
- Simon Eder (ur. 1983) – austriacki biathlonista
- Simon Ehammer (ur. 2000) – szwajcarski lekkoatleta
- Simon Fourcade (ur. 1984) – francuski biathlonista
- Szymon Gawłowicki (XVII wiek) – polski poeta, duchowny
- Szymon Gaszczyński (ur. 1979) – polski scenograf
- Szymon bar Giora (I w.) – przywódca żydowski
- Szymon Giżyński (ur. 1956) – polski działacz polityczny
- Szymon Hołownia (ur. 1976) – polski dziennikarz, marszałek Sejmu X kadencji
- Szymon Jędrzejczak (1986–2005) – polski pływak
- Szymon Kobyliński (1927–2002) – polski grafik i dziennikarz
- Szymon Bar-Kochba (zm. 135) – przywódca żydowskiego powstania przeciwko Rzymianom 132-135
- Szymon Kołecki (ur. 1981) – polski sztangista
- Szymon Konarski (ujednoznacznienie)
- Szymon Marcin Kossakowski (1741–1794) – hetman wielki litewski, konfederat barski, targowiczanin
- Szymon Kossobudzki (1869–1934) – polski lekarz, publicysta i działacz społeczny
- Szymon Kozłowski (ur. 1979) – polski astrofizyk
- Szymon Laks (1901–1983) – polski kompozytor
- Szymon Lingwen (1355–1431) – książę mścisławski i nowogrodzki
- Szymon Majewski (ur. 1967) – polski prezenter radiowy i telewizyjny
- Szymon Niemiec (ujednoznacznienie)
- Szymon Okolski (1580–1653) – polski duchowny, historyk, heraldyk
- Szymon Pawłowski (ur. 1978) – polski działacz polityczny
- Siméon Denis Poisson (1781–1840) – francuski mechanik teoretyk, fizyk i matematyk
- Simon Rattle (ur. 1955) – brytyjski dyrygent
- Szymon Rudnicki (ujednoznacznienie)
- Simon Schempp (ur. 1988) – niemiecki biathlonista
- Simon Shelton (1966–2018) – brytyjski aktor
- Szymon Sobel (ur. 2001) – polski piosenkarz i raper
- Szymon Szymonowic (1558–1629) – polski poeta okresu Renesansu
- Szymon Szewczyk (ur. 1982) – polski koszykarz
- Szymon Tatar (starszy) (1828–1913) – polski przewodnik tatrzański
- Szymon Tenenbaum (1892–1941) – polski biolog narodowości żydowskiej
- Szymon Wiesenthal (1908–2005) – działacz i pisarz żydowski
- Szymon Winawer (1838–1919) – polski szachista
- Szymon Wydra (ur. 1976) – polski wokalista
- Szymon Zimorowic (1608–1629) – polski poeta
- Szymon Ziółkowski (ur. 1976) – polski lekkoatleta, młociarz

### Inne znane osoby o imieniu Symeon
- Symeon I (866–927) – car Bułgarii od 913
- Symeon II (ur. 1937) – ostatni car Bułgarii (1943–1946)
- Józef Symeon Bogucki (1816–1855) – polski powieściopisarz i felietonista